# Jože Karlovšek
Jože Karlovšek, slovenski gradbinec, etnograf in slikar, * 12. februar 1900, Šmarjeta, † 22. oktober 1963, Domžale

## Zgodnje življenje
Rodil se je 12. februarja 1900 v Šmarjeti očetu Janezu, po poklicu posestniku in gostilničarju. Leta 1923 je opravil srednjo tehniško šolo. Leta 1930 je opravil izpit za stavbenika.

## Delo
Kot gradbeni strokovnjak je sodeloval pred drugo svetovno vojno pri gradnji tovarne Celuloza v Vidmu pri Krškem. Po vojni je sodeloval pri izgradnji nove Kartonažne tovarne v Ljubljani in pri izgradnji Papirnice na Količevem pri Domžalah. Zadnja zaposlitev je bila na Gradbeni srednji šoli v Ljubljani, kjer je predaval tehnične predmete in sestavljal strokovne učbenike. Leta 1931 je ustanovil in vodil tovarno za fino keramiko Dekor v Ljubljani. Projektiral in patentiral je votlo opeko za montažne opečne strope in preklade z imenom Radonka. Za svoja strokovna dela je prejel l. 1951 Prešernovo nagrado, kot sestavljalec najboljših tehničnih učnih knjig. Leta 1953 je prejel Iznajditeljsko spričevalo za postopek slikanja na les z lužnimi barvami. Leta 1960 je prejel Trdinovo nagrado za njegovo življenjsko delo in prispevek k znanosti. 
Jože Karlovšek je bil neutrudni raziskovalec slovenske stavbne dediščine in umetnostne obrti. Izdal je več knjig o slovenski hiši in o slovenskem ornamentu.
Karlovšek je bil vnet zbiralec slovenskih bajk in pripovedk. Njegove zbrane bajke in pripovedke v rokopisu je v letu 2016 izdalo Društvo Slovenskih starovercev. Jože Karlovšek je priobčil v takratnem časopisu številne članke o umetnostni obrti, o keramiki in druge strokovne članke. Umetnosti zgodovinar dr. Nace Šumi je v l. 2006 napisal knjigo "Jože Karlovšek, poklic in poklicanost". Knjigo je izdalo Muzejsko društvo Domžale.

## Umetniško delovanje
Na Karlovškovo dekorativno slikarstvo je verjetno vplival tudi Maksim Gaspari. Napisal je številne knjige in strokovne članke o ornamentiki in stavbarstvu, v Ljubljani pa je po vojni poučeval na srednji gradbeni šoli. Knjiga Slovenske bajeslovne in pripovedne podobe iz leta 1959 v kateri raziskuje slovensko mitologijo je ostala v rokopisu in bila izdana šele dobrega pol stoletja po njegovi smrti.

## Objavljena dela

### Ornamentika in narodopisje
- Jože Karlovšek (1927 in 1928): Slovenska hiša. Ljubljana : O.S.G.T., 1. Stavbni motivi. 2. Stavbe in pohištvo
- Jože Karlovšek (1935 in 1937): Slovenski ornament: 1. Zgodovinski razvoj. V Ljubljani : Udruženje diplomiranih tehnikov. 2. Ljudski in obrtniški izdelki. Ljubljana : Kleinmayr & Bamberg.
- Jože Karlovšek (1938): Umetnostna obrt: splošen razvoj in naš slog. V Ljubljani : Obrtniško društvo
- Jože Karlovšek (1939): Slovenski domovi. V Ljubljani : Kleinmayr & Bamberg
- Jože Karlovšek (1957): Osnova in razvoj ornamenta. Ljubljana: [s.n.]
- Jože Karlovšek (1959): Keramiška obrt in industrija na Slovenskem. Ljubljana (s. n.)
- Jože Karlovšek (1959): Slovenske bajeslovne in pripovedne podobe (neizdana, ostala v rokopisu). Izdana 2016 (Društvo Slovenski staroverci).

### Stavbarstvo
- Jože Karlovšek (1951): Gradbeni elementi. 10, Hišna kanalizacija in sanitarna oprema/ [sestavila Miroslav Kos in Jože Karlovšek; s sodelovanjem Franceta Dolničarja]. Ljubljana: Državna založba Slovenije.
- Jože Karlovšek (1951): Gradbeni elementi. 8, Strešne konstrukcije: skripta za visoke in nizke gradnje / [sestavila [in risala] Jože Karlovšek in Vladimir Mušič]. Ljubljana: Državna založba Slovenije
- Jože Karlovšek (1956): Gradbeni elementi: besedilo. snopič XII, Obrtniška dela. Ljubljana: Gradbena srednja šola
- Jože Karlovšek (1958): Gradbeni elementi: besedilo: skripta za visoke in nizke gradnje. snopič VI, Oboki. Masivni stropi. 2. dopolnjena izdaja. V Ljubljani : Gradbena srednja šola LRS

### Diafilmi
- 1. Verstvo starih Slovanov, 1958
- 2. začetek splošnega in razvoj slovenskega ornamenta, 1958